# Jean de Hesse
Jean (mort en 1311) est landgrave de Hesse de 1308 à sa mort.

## Biographie
Fils du landgrave Henri Ier de Hesse et de sa deuxième épouse Mathilde de Clèves, il hérite de la Basse-Hesse à la mort de son père, en 1308, tandis que son demi-frère aîné Othon hérite de la Haute-Hesse.
Jean meurt sans laisser d'héritier mâle en 1311, permettant à son demi-frère de réunifier la Hesse.

## Mariage et descendance
En 1306, Jean épouse Adélaïde, fille du duc Albert II de Brunswick-Göttingen. Ils ont une fille, Élisabeth (morte en 1339), qui épouse Othon VI d'Ochsenstein.